# Timoféi Jmelnitski
Timoféi Bogdánovich Jmelnitski (en ruso Тимофей Богданович Хмельницкий) nació alrededor de 1632 - el hijo mayor de Bogdán Jmelnitski, participó de la Rebelión de Jmelnitski.

## Biografía
Participó en muchas batallas, ganando notoriedad por su victoria en la Batalla del Monte Batoga, que tuvo lugar entre el 1 y el 2 de junio de 1652.
Por aquel entonces, su padre había llegado a un acuerdo con Vasili Lupu para establecer una alianza entre el Hetmanato Cosaco y el Principado de Moldavia que incluía un matrimonio entre Timoféi y Rozanda Lupu, la hija de Vasili. Este matrimonio tuvo lugar el 31 de agosto de 1652.
Sin embargo, este acuerdo causó el descontento de los boyardos moldavos, entonces, Jorge Rákóczi II, el gobernante de Transilvania, que soñaba con el trono de Polonia, decidió poner a su aliado, el boyardo George Stefan el trono en el trono del Principado de Moldavia.
Entonces, en 1653, Jorge Rákóczi II entró con sus tropas en Moldavia y destronó a Vasili Lupu, que huyó a Kamianets-Podilski, donde pidió ayuda a Bogdán Jmelnitski y, en abril, cosacos y tártaros bajo el liderazgo de Timoféi Jmelnitski, el hijo de Bogdan y yerno de Lupu, entraron en las tierras de Moldavia para devolver el trono a Lupu.
Después de cruzar el Río Prut, las tropas dirigidas por Timoféi derrotaron el ejército valaco-transilvano y Timoféi puso un pie en Iași, entonces la capital del Principado de Moldavia. George Stefan huyó a Valaquia y Vasile Lupu comenzó su segundo reinado. Esto duró sólo unos meses, ya que el nuevo gobernante decidió utilizar el ejército cosaco-tártaro a su disposición para lanzar una expedición para capturar a George Stefan.
Entonces, el ejército de Vasile Lupu salió victorioso en una serie de batallas en Tecuci, en Focşani y en el Río Telezhina, poniendo en fuga a las tropas de montaña enviadas por Matei Basarab para apoyar a Stefan. Sin embargo, Matei Basarab, apoyado por mercenarios de Transilvania, Serbia y Polonia, derrotó a Vasile Lupu en una batalla cerca del pueblo de Finta. Tras esta derrota, las tropas de George Stefan obtuvieron victorias contra los cosacos y los partidarios moldavos de Vasile Lupu, que fueron cercados en la ciudad de Suceava.
El 22 de agosto, Stefan llega bajo las murallas de Suceava y comienza el asedio. Con el tiempo, la situación de los sitiados se volvió cada vez más difícil; el intento de fuga de Timoféi, del 10 al 12 de septiembre, fracasó. Además, fue herido en la pierna por la metralla de la explosión de una bala de cañón y murió, el 15 de septiembre, de gangrena. Habiendo perdido la esperanza de resistir hasta que llegaran refuerzos de Ucrania, como resultado del agotamiento de los recursos de la ciudadela, el 9 de octubre los sitiadores entregaron la fortaleza al nuevo gobernante, George Stefan. Sin embargo, el ejército cosaco abandonó la fortaleza bajo condiciones de rendición honorable.
Sin embargo, la muerte de Timoféi significó la interrupción de los planes dinásticos de Bogdan Jmelnitski. 
Fue enterrado en la iglesia de Elías en Súbotiv (Óblast de Cherkasy), donde más tarde fue enterrado su padre.